# Four Calendar Café
Four Calendar Café — восьмий студійний альбом англійського гурту Cocteau Twins, виданий в 1993 році.

## Список композицій
1. Know Who You Are at Every Age – 3:42
2. Evangeline – 4:31
3. Bluebeard – 3:56
4. Theft, and Wandering Around Lost – 4:30
5. Oil of Angels – 4:38
6. Squeeze-Wax – 3:49
7. My Truth – 4:34
8. Essence – 3:02
9. Summerhead – 3:39
10. Pur – 5:02

## Склад
- Елізабет Фрейзер — вокал
- Робін Ґатрі — гітара
- Саймон Реймонд — бас-гітара